# Idalla Kaval, Hassan
Idalla Kaval là một làng thuộc tehsil Hassan, huyện Hassan, bang Karnataka, Ấn Độ.